# Kiwa hirsuta
Kiwa hirsuta è un crostaceo appartenente alla famiglia Kiwaidae. È stato scoperto nel marzo 2005 nel Pacifico meridionale, al largo dell'Isola di Pasqua, a 2 200 metri di profondità, da un gruppo diretto da Robert Vrijenhoek e Michel Segonzac con il sottomarino DSV Alvin, e descritta scientificamente da Enrique Macpherson, William Jones e Michel Segonzac.
Il nome del genere è quello di una dea della mitologia polinesiana, Kiwa, e sulla base di esso è stato scelto anche il nome della famiglia (Kiwaidae).
Il nome della specie (hirsuta) fa riferimento alla presenza sulle chele di vistose setole che hanno anche fatto guadagnare all'animale il nome popolare di "granchio yeti".
Gli occhi sono atrofizzati.

## Habitat
Vive nei pressi di sorgenti idrotermali sul fondo dell'Oceano Pacifico meridionale.

## Descrizione
Questo crostaceo dalle chele particolarmente lunghe ha gli arti completamente ricoperti da lunghi filamenti setosi di colore giallastro che ospitano colonie di batteri.